# Suzanne Melk
Suzanne Melk (Vesoul, 17 marzo 1908 – Durham, 4 febbraio 1951) è stata un'aviatrice francese e campionessa di volo a vela.

## Biografia
Era figlia di Jean Melk, nato nel 1876 nel Tirolo austriaco e trasferitosi a sette anni da uno zio a Vesoul, in Francia, perché rimasto orfano: rilevata l'attività dello zio era diventato uno stimato imprenditore, si era sposato e aveva avuto 4 figli, tra cui Suzanne, nata a Vesoul il 17 marzo 1908. Suzanne, finito il liceo, si sposa con un negoziante di ferramenta che la lascia vedova in giovane età..
In seconde nozze, nel 1931, Suzanne si risposa con Jean Dreyfus, nato nel 1903, pilota d'aerei in ambito civile, discendente di una famiglia della borghesia ebraica parigina.
Grazie a lui Suzanne prende nel giro di pochi anni il brevetto di volo turistico (1934), quello di pilota da trasporto (1936) e quindi da istruttrice di volo (1937).

### Da pilota civile a pilota militare (1939-1945)
I due coniugi crearono e gestirono una scuola di volo a Vesoul la città d'origine della Melk, che, affascinata dagli alianti, prese il brevetto di volo a vela nel 1938.
Nel 1940, con l'avanzata tedesca in Francia, Dreyfus, che era ebreo, divorziò dalla Melk per proteggerla dalle persecuzioni naziste e fuggì, prima in Inghilterra e poi in Sud America. Suzanne si arruolò come autista di ambulanze e, contemporaneamente, fece parte della resistenza nel "reseau" Béarn.
Dopo la Liberazione, a settembre del 1944, Melk fu tra le pilote che, grazie al decreto di Charles Tillon per la formazione di una squadra femminile di aviatrici, si addestrarono presso la base di Châteauroux e in seguito furono inviate a varie destinazioni. La Melk venne spedita alla base di Tours per l'addestramento su caccia e bombardieri. In seguito la Melk lasciò l'Armée de l'air per gareggiare nel volo a vela.
Alla fine del governo De Gaulle e del mandato di Tillon, L'11 luglio 1946, la squadra da lui voluta fu sciolta e alle aviatrici fu proposta una riassegnazione in incarichi di ufficio.

### I record
Il 9 settembre 1945 la Melk batte il record di Francia di durata su monoposto, con 13 ore e 18 minuti. Il 5/6 ottobre porta il record a 16 ore,
Nel 1946, a Saint-Auban sur Durance raggiunge i 4 200 mètres battendo il record mondiale di altitudine ma il record non viene omologato.
Il 25/26 marzo 1947, batte il record mondiale di durata con 16 ore e 3 minuti.
A settembre 1947 si trasferì negli Stati Uniti dove morì nel 1951. Il suo corpo fu riportato in Francia e sepolto a Navenne.

### Libri
- (FR) Raymond Caire, La Femme militaire, Lavauzelle, 1981.
- (EN) Obituaries on File, Felice Levy & Facts on File Inc, 1979, ISBN 9780871963727.